# 小行星7330
小行星7330（7330 Annelemaître）是一颗绕太阳运转的小行星，为火星轨道穿越小行星。该小行星于1985年10月15日发现。

## 轨道参数
小行星7330的轨道半长轴为2.3556944 UA，离心率为0.303。